# Amygdalus kansuensis
Amygdalus kansuensis là loài thực vật có hoa trong họ Hoa hồng. Loài này được (Rehder) Skeels mô tả khoa học đầu tiên năm 1925.